# Budd Dwyer
Robert Budd Dwyer (Saint Charles, 21 novembre 1939 – Harrisburg, 22 gennaio 1987) è stato un politico statunitense, noto per essersi suicidato durante una conferenza stampa in diretta televisiva, sparandosi in bocca.

## Biografia

### Carriera politica
Nato a Saint Charles, nel Missouri, Budd Dwyer si diplomò all'Allegheny College di Meadville. Successivamente si laureò in scienze sociali alla Cambridge Springs High School. Repubblicano, Dwyer fu membro della Camera dei rappresentanti della Pennsylvania dal 1965 al 1970, e del Senato dello Stato della Pennsylvania dal 1970 al 1980. In seguito, Budd Dwyer lavorò al Ministero del Tesoro, carica che mantenne fino alla morte.

### I problemi giudiziari e la morte
Travolto da accuse di corruzione, frode e associazione a delinquere, rischiava una condanna fino a 55 anni di carcere e il pagamento di una multa di 300.000 dollari. Il giorno prima della sentenza Budd Dwyer organizzò una conferenza stampa in diretta televisiva ad Harrisburg, capitale della Pennsylvania, per ribadire la propria innocenza.
Dopo questo discorso Budd Dwyer estrasse da una grossa busta un revolver 357 Magnum e nel caos generale disse: "Please leave the room if this will… if this will affect you" ("Per favore lasciate la stanza… se questo vi potrà turbare") e dopo aver intimato di non avvicinarsi dicendo: "Don't, don't, don't, this will hurt someone" ("No, no, no, qualcuno si farà male"), si mise la pistola in bocca e si sparò, morendo sul colpo.
In seguito alla sua morte vennero effettuate ulteriori indagini, le quali non riscontrarono alcun errore nel procedimento legale seguito per determinare la colpevolezza di Dwyer.
Fonti vicine a Dwyer e alla sua famiglia suggerirono in seguito che lo scopo del gesto fosse quello di permettere alla sua famiglia di ottenere il versamento integrale di una pensione assicurativa legata alla sua morte, che sarebbe stata invalidata qualora il politico fosse stato dichiarato colpevole prima del decesso.